# (9821) Gitakresáková
(9821) Gitakresakova, désignation internationale (9821) Gitakresáková, est un astéroïde de la ceinture principale.

## Description
(9821) Gitakresakova est un astéroïde de la ceinture principale. Il fut découvert le 26 mars 1971 à l'observatoire Palomar par Cornelis Johannes van Houten, Ingrid van Houten-Groeneveld et Tom Gehrels. Il présente une orbite caractérisée par un demi-grand axe de 2,38 UA, une excentricité de 0,13 et une inclinaison de 5,3° par rapport à l'écliptique.

## Compléments